# Wilhelm Eikermann
Wilhelm Eikermann (* 24. August 1881 in Oesdorf; † 8. April 1964 in Bad Pyrmont) war ein deutscher Hotelier und Politiker.
Eikermann betrieb gemeinsam mit seiner Schwester ein Fremdenheim in Bad Pyrmont. Politisch vertrat er liberale Positionen und wurde Mitglied des Magistrates von Bad Pymont. Am 30. November 1921 wurde Pyrmont nach einer Volksabstimmung in Pyrmont 1921 an Preußen abgetreten und dort Teil des Landkreises Hameln-Pyrmont. Im Mai 1922 wurde im Kreis Pyrmont Wilhelm Eikermann in einer Nachwahl auf einer gemeinsamen Liste von DVP und DDP in den Provinziallandtag der Provinz Hannover gewählt und gehörte dem Landtag bis zum Ende der Wahlperiode 1924 an.